# São Felipe D'Oeste
São Felipe D'Oeste este un oraș în Rondônia (RO), Brazilia.